# Junnin
Keizer Junnin (淳仁天皇, Junnin-tennō, 733 – 10 november 765) was de 47e keizer van Japan volgens de traditionele volgorde. Hij regeerde van 758 tot 764.
Junnin kreeg zijn huidige keizerlijke naam pas postuum in 1870 van keizer Meiji. Ook duurde het tot de late 19e eeuw dat Junnin officieel als keizer van Japan werd erkend door historici.

## Genealogie
Voor zijn troonsbestijging was zijn persoonlijke naam (zijn imina) Ōi-shinnō (Ōi-no-ō).
Junnin was de zevende zoon van Prins Toneri, zelf een zoon van keizer Temmu. Zijn vader stierf toen Junnin drie jaar oud was. Junnin kreeg zelf geen titel of rang aan het hof.
In oudere Japanse documenten wordt er soms naar Junnin gerefereerd als Haitei (廃帝), de onttroonde keizer.

## Gebeurtenissen tijdens het leven van Junnin
De kansen van Junnin aan het hof keerden toen in 757 keizerin Kōken, een verre nicht van hem, hem aanwees als troonopvolger. Dit tegen de wens van keizer Shomu in, die prins Funado als kroonprins had gewild.
Een jaar later deed Koken troonsafstand en werd Junnin keizer. Tijdens de zes jaar dat Junnin regeerde, had hij maar weinig feitelijke macht. Na zes jaar dwong Koken hem de troon weer aan haar af te staan. Junnin ging hierna in ballingschap en stierf niet veel later. Mogelijk is hij vermoord.
* Regent Jingu staat niet op de traditionele lijst.